# Стрежењице
Стрежењице (слч. Streženice) насељено је мјесто са административним статусом сеоске општине (слч. obec) у округу Пухов, у Тренчинском крају, Словачка Република.

## Становништво
| Година:    | 1994. | 2004.    | 2014.    | 2024.    |
| ---------- | ----- | -------- | -------- | -------- |
| Број људи: | 769   | 853      | 949      | 1105     |
| Разлика:   |       | +10,92 % | +11,25 % | +16,43 % |

| Година:    | 2023. | 2024.   |
| ---------- | ----- | ------- |
| Број људи: | 1084  | 1105    |
| Разлика:   |       | +1,93 % |

Према подацима о броју становника из 2024. године насеље је имало 1105 становника.